# Les Nuits de la pleine lune
Les Nuits de la pleine lune és una pel·lícula francesa dirigida per Éric Rohmer, i estrenada el 1984.

## Argument
Louise, que se separa de Rémi, decideix llogar un estudi per provar la seva nova llibertat. Durant tota la pel·lícula, Louise juga perillosament amb els sentiments dels que sedueix. El seu company és el primer a sofrir-ne. Quedarà enganxada en el seu propi joc el dia en què Rémi en descobrirà la Clau...

## Comentaris
Aquesta quarta pel·lícula de la sèrie « Comèdies i Proverbis» comença amb la dita de Xampanya inventada pel mateix Rohmer en al·lusió a Chrétien de Troyes:
| « | « Qui té dues dones perd la seva ànima, qui té dues cases perd la seva raó ». | » |

 Aquesta pel·lícula és un dels prototips del cinema de Rohmer: sota una aparença lleugera i graciosa, es lliura a una anàlisi lúcida sobre la llibertat en una parella, sobre l'atzar, la humanitat i l'animalitat així com la influència suposada de les nits de plena lluna sobre els instints humans...

## Repartiment
- Pascale Ogier: Louise
- Tchéky Karyo: Rémi
- Fabrice Luchini: Octave
- Virginie Thévenet: Camille
- Christian Vadim: Bastien
- László Szabó: el pintor del cafè
- Lisa Garneri: Tina, la cangur
- Mathieu Schiffman: l'amic decorador de Louise
- Anne-Séverine Liotard: Marianne
- Hervé Grandsart: Bertrand, l'amic de Rémi
- Elli Medeiros

## Al voltant de la pel·lícula
- Les Nuits de la pleine lune és la 4a part del cicle de Comèdies i Proverbis  començat el 1981. Les tres realitzacions precedents d'Eric Rohmer són La Femme de l'aviateur (1981), Le Beau Mariage (1982) i Pauline à la plage (1983). Le Rayon vert el 1986 i finalment, L'Ami de mon amie el 1987, seguiran Les nuits de la pleine lune.
- A més a més del seu paper de Louise, Pascale Ogier es va ocupar igualment dels decorats i del vestuari de la pel·lícula.
- Pasqual Ogier fidel a Eric Rohmer:

Som el 1978, època en la qual estudia a la universitat de París III, i Pascale Ogier, filla de Bulle Ogier, coneix Eric Rohmer. Aquest últim li ofereix un paper secundari a la seva pel·lícula coral Perceval el gal. El realitzador i la jove comedianta col·laboren de nou el 1980 en el telefilm Catherine de Heilbronn, on Pascale Ogier interpreta el personatge principal. La carrera d'aquesta acabarà brutalment el 25 d'octubre de 1984, quan l'actriu, de 26 anys, va morir prematurament d'una crisi cardíaca a París.
- 4a col·laboració Rohmer / Luchini:

Les Nuits de la pleine lune marca la quarta col·laboració de Fabrice Luchini amb el realitzador que el va fer debutar, Eric Rohmer. Els dos homes havien treballat abans junts Le Genou de Claire (1970), Perceval le Gallois (1978) i La Femme de l'aviateur (1980).
- Laszlo Szabo al repartiment:

Cal destacar una breu aparició de Laszlo Szabo, un artista fetitxe de la Nouvelle Vague que va actuar sobretot a Les Cousins (1959) de Claude Chabrol i Vivre sa vie (1962) de Jean-Luc Godard.
- Jacno i Medeiros a la música:

La música de la pel·lícula és signada per Jacno i Elli Medeiros. El primer ha compost sobretot el tema musical de Lulu, drama en el qual actuava Elli Medeiros, mentre que la segona ha treballat igualment en la música de Tout baigne!  el 1999.

## Guardons

### Premis
- Premi a la millor actriu (Pascale Ogier), al Festival Internacional de Cinema de Venècia 1984.

### Nominacions
- César 1985 a: millor pel·lícula, millor director, millor guió, millor actriu (Pascale Ogier) i millor secundari masculí (Fabrice Luchini).